# (3054) Strugatskia
(3054) Strugatskia es un asteroide perteneciente al cinturón de asteroides, descubierto el 11 de septiembre de 1977 por Nikolái Stepánovich Chernyj desde el Observatorio Astrofísico de Crimea (República de Crimea).

## Designación y nombre
Designado provisionalmente como 1977 RE7. Fue nombrado Strugatskia en honor a los escritores rusos Arkadi y Borís Strugatski.